# Mosonmagyaróvári szélerőmű
A Mosonmagyaróvári szélerőmű összesen 12 szélkereket foglal magába.
A Mosonmagyaróvári Szélerőmű Egyesülés öt széltornya egyenként átlagosan 650 millió forintból lett emelve. Ugyanezen cégcsoport építette fel néhány évvel ezelőtt Mosonmagyaróvár mellett működő két kisebb, egyenként 600-600 kilowatt teljesítményű szélerőművet.
Az erőmű létesítményei részben közvetlenül az 1-es főút felől, részben a 8505-ös útról közelíthetők meg.

## Képek

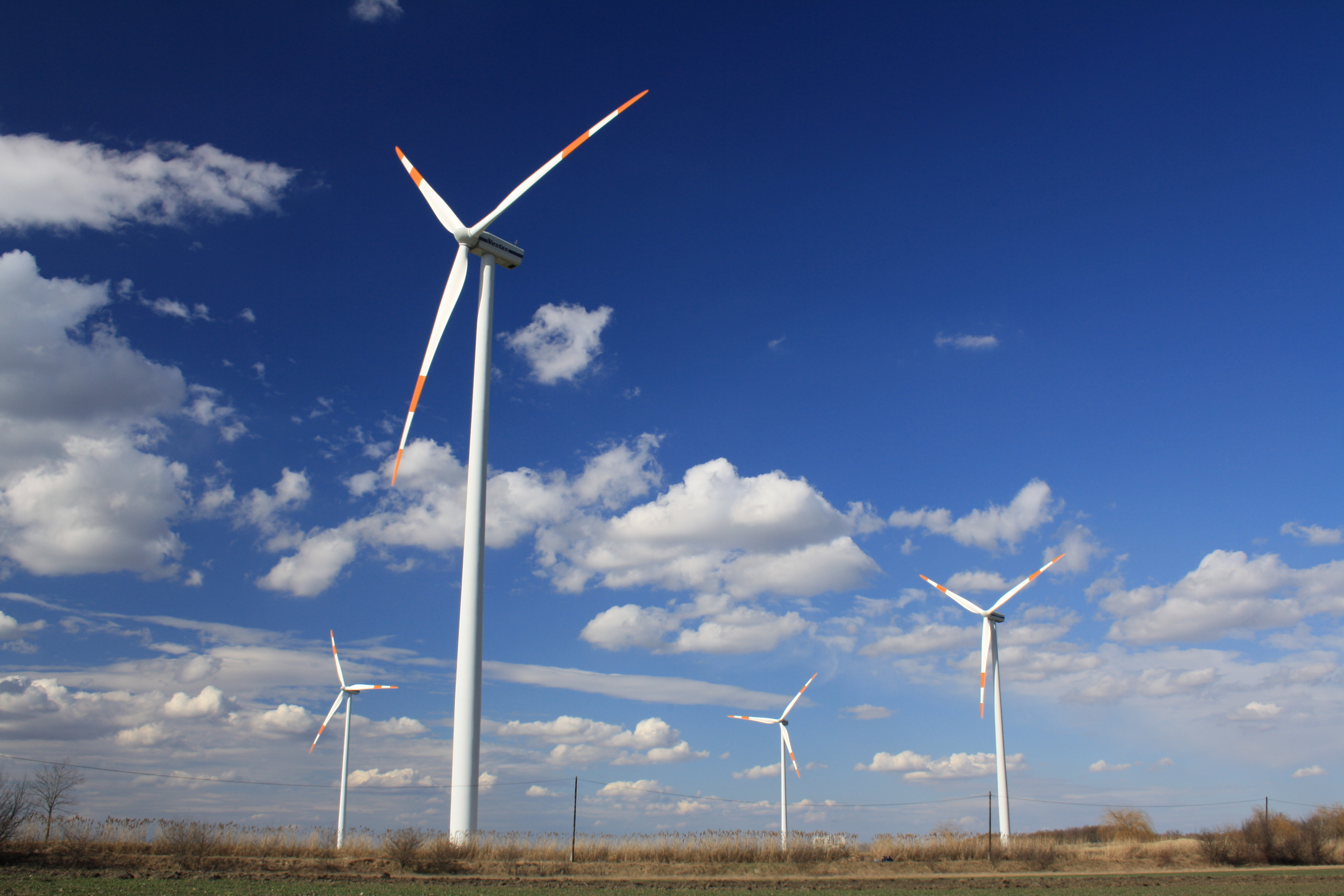
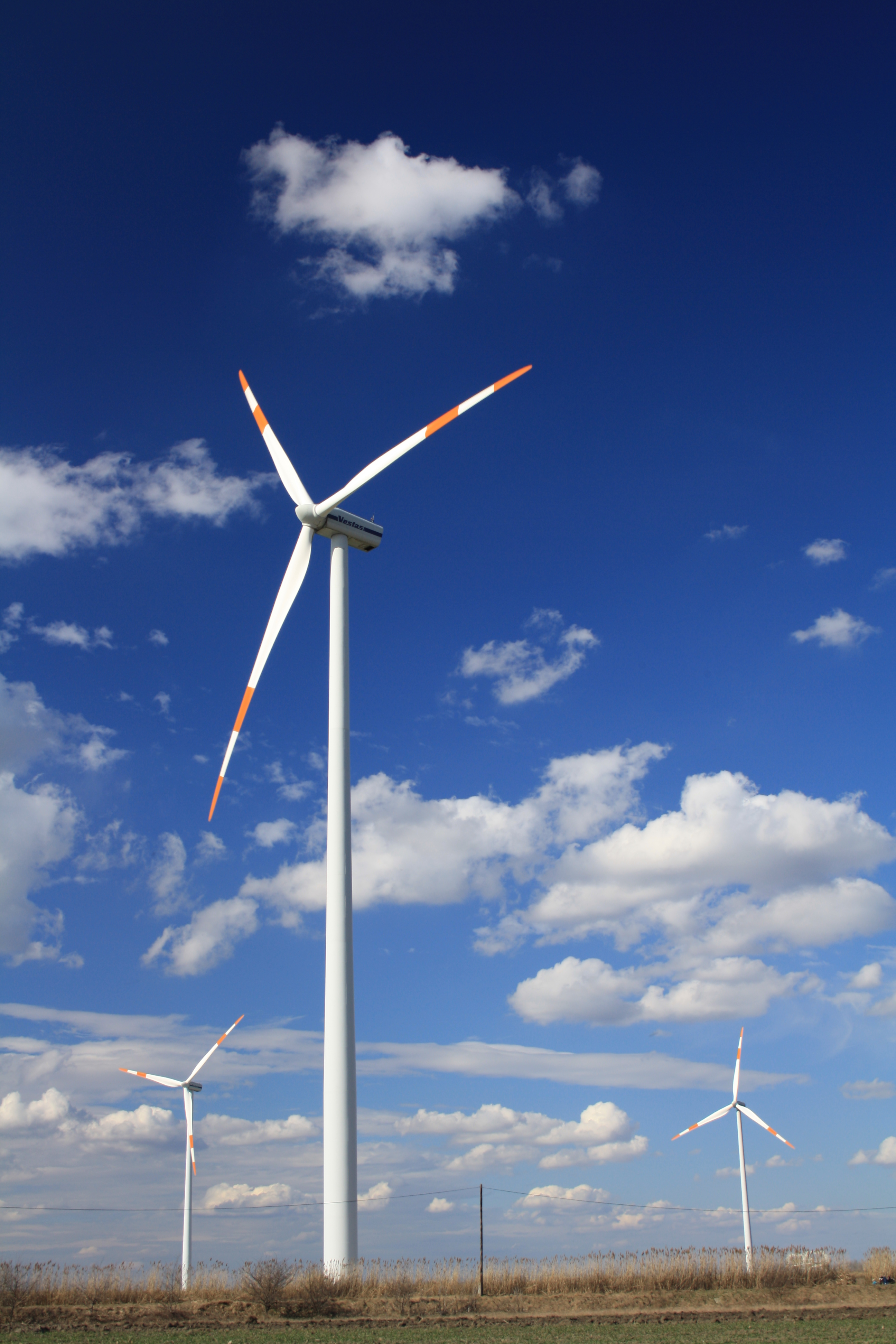
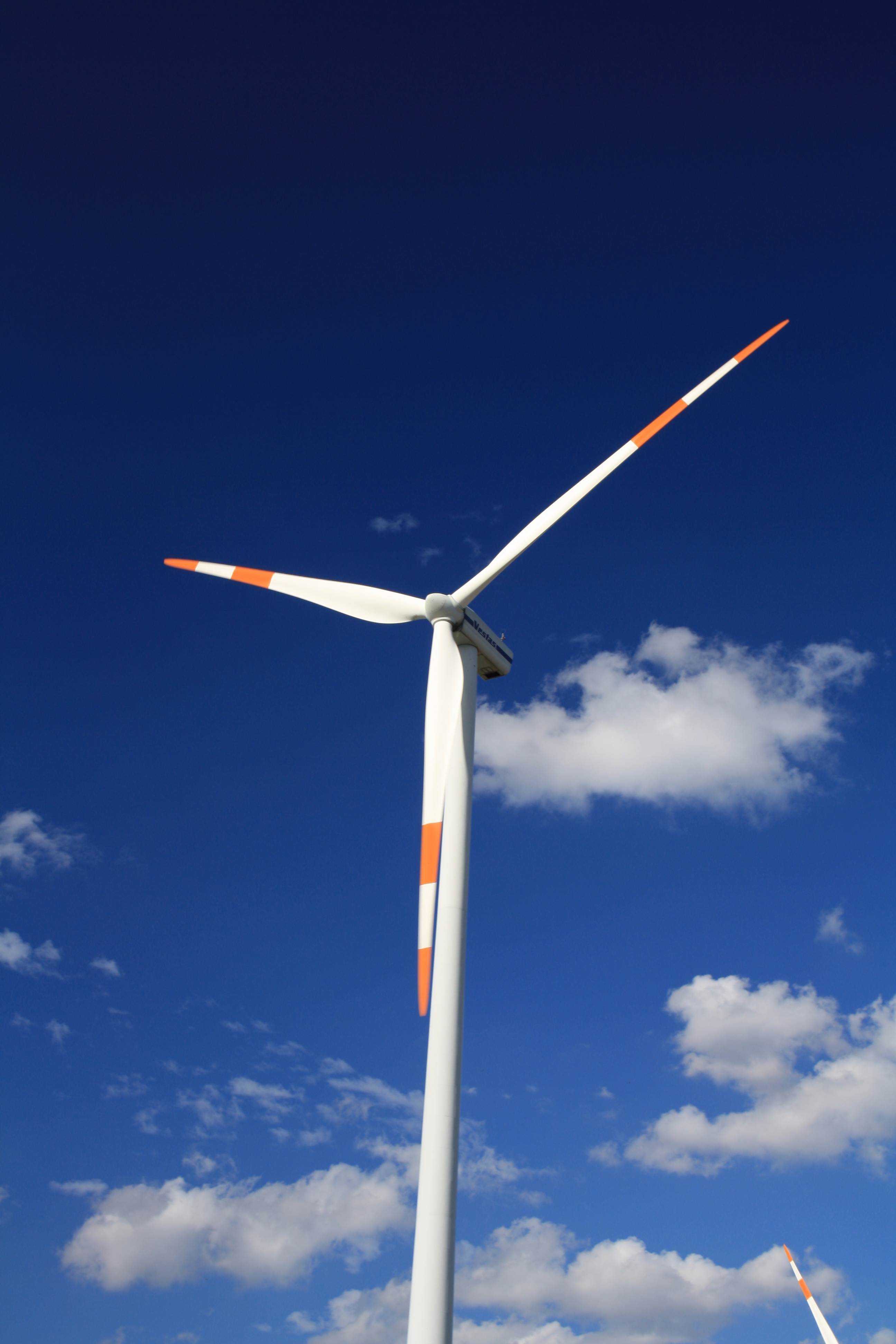
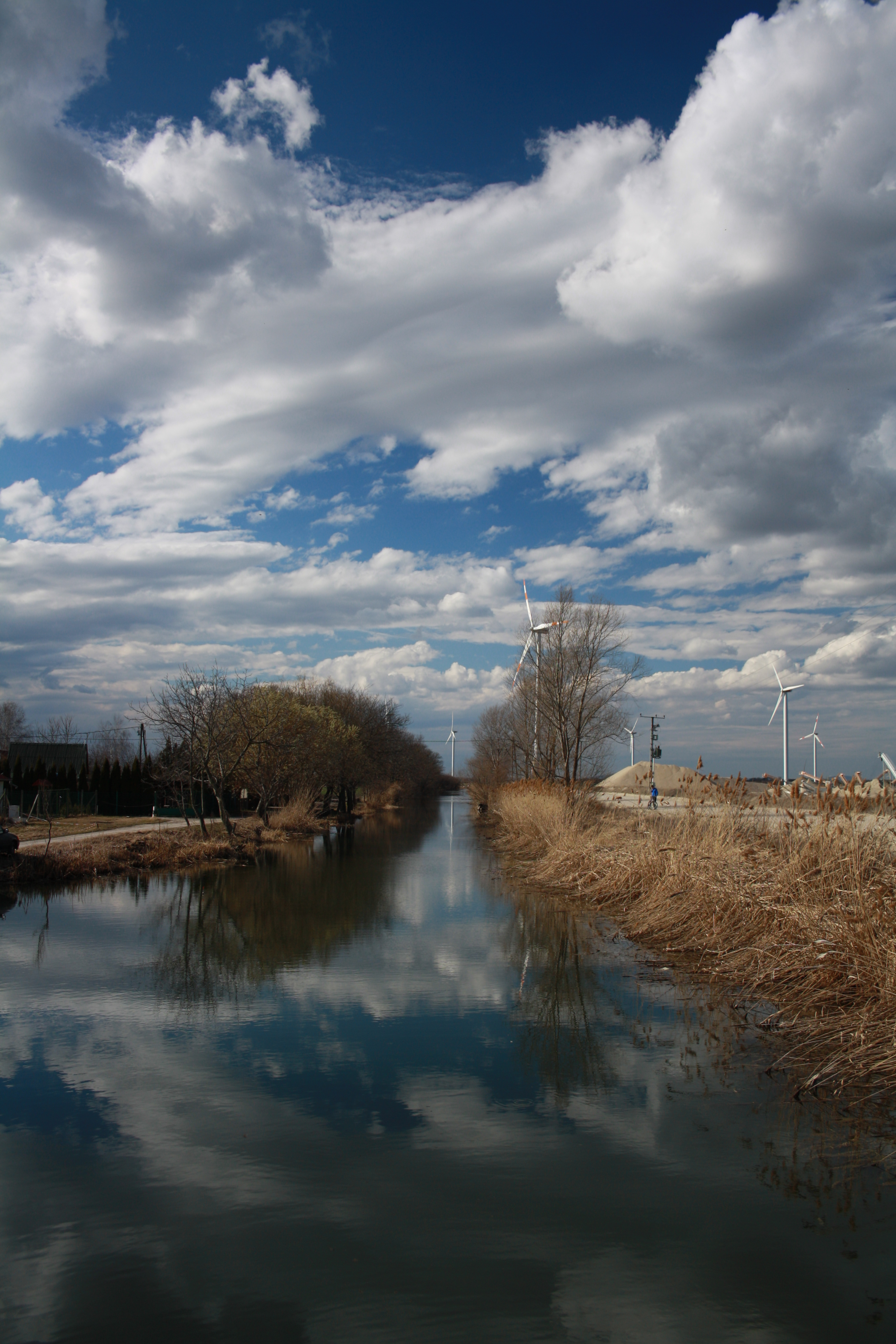
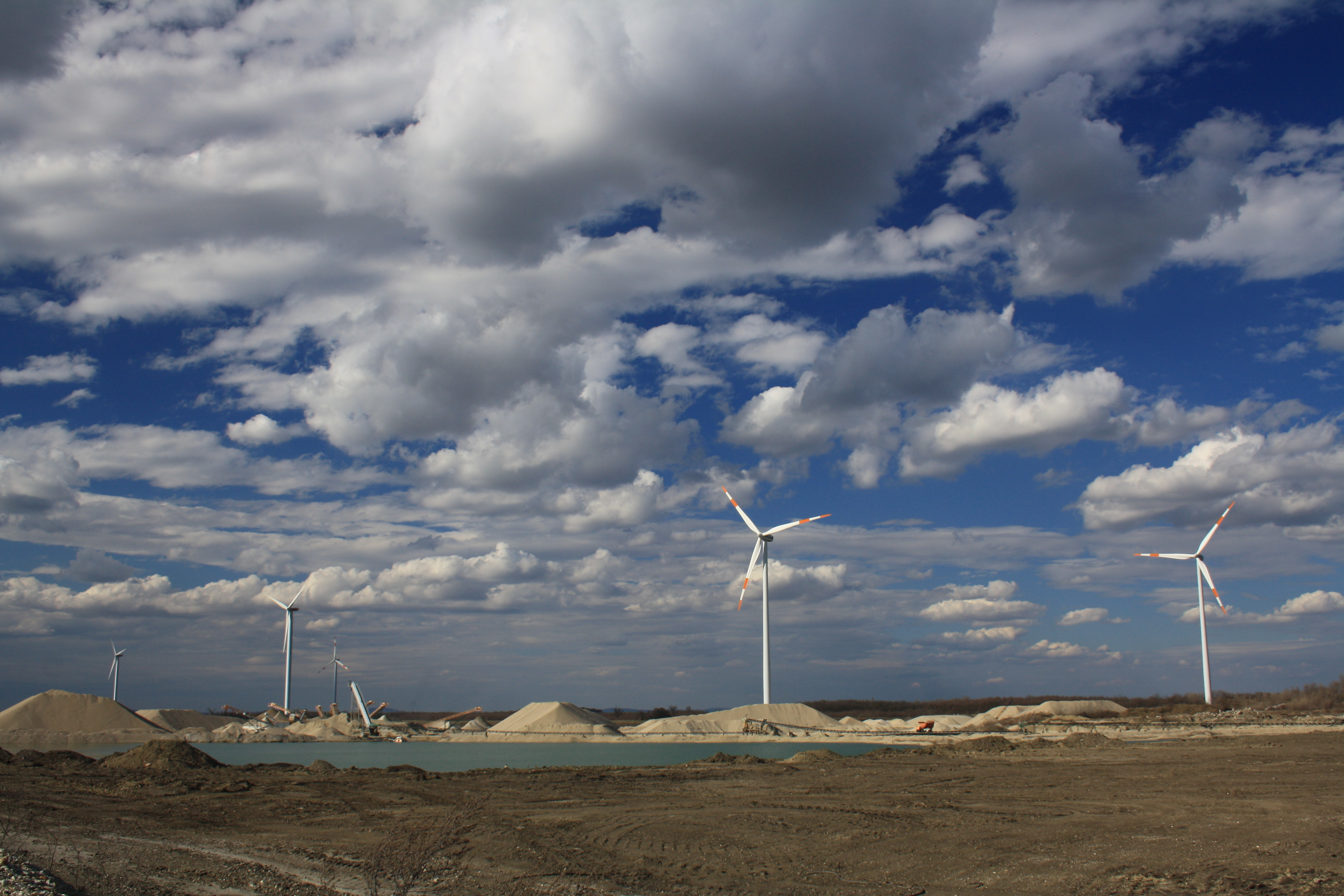
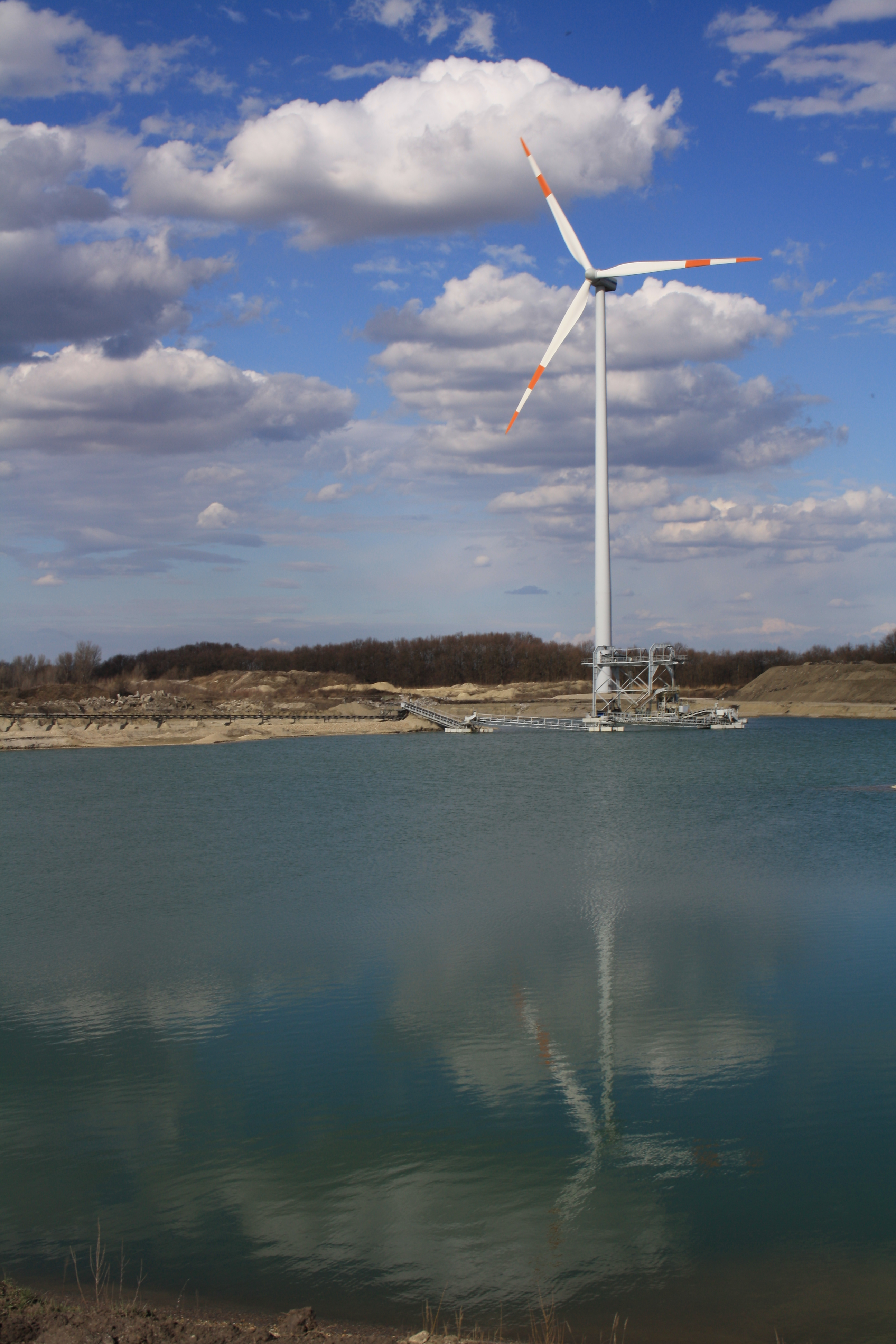
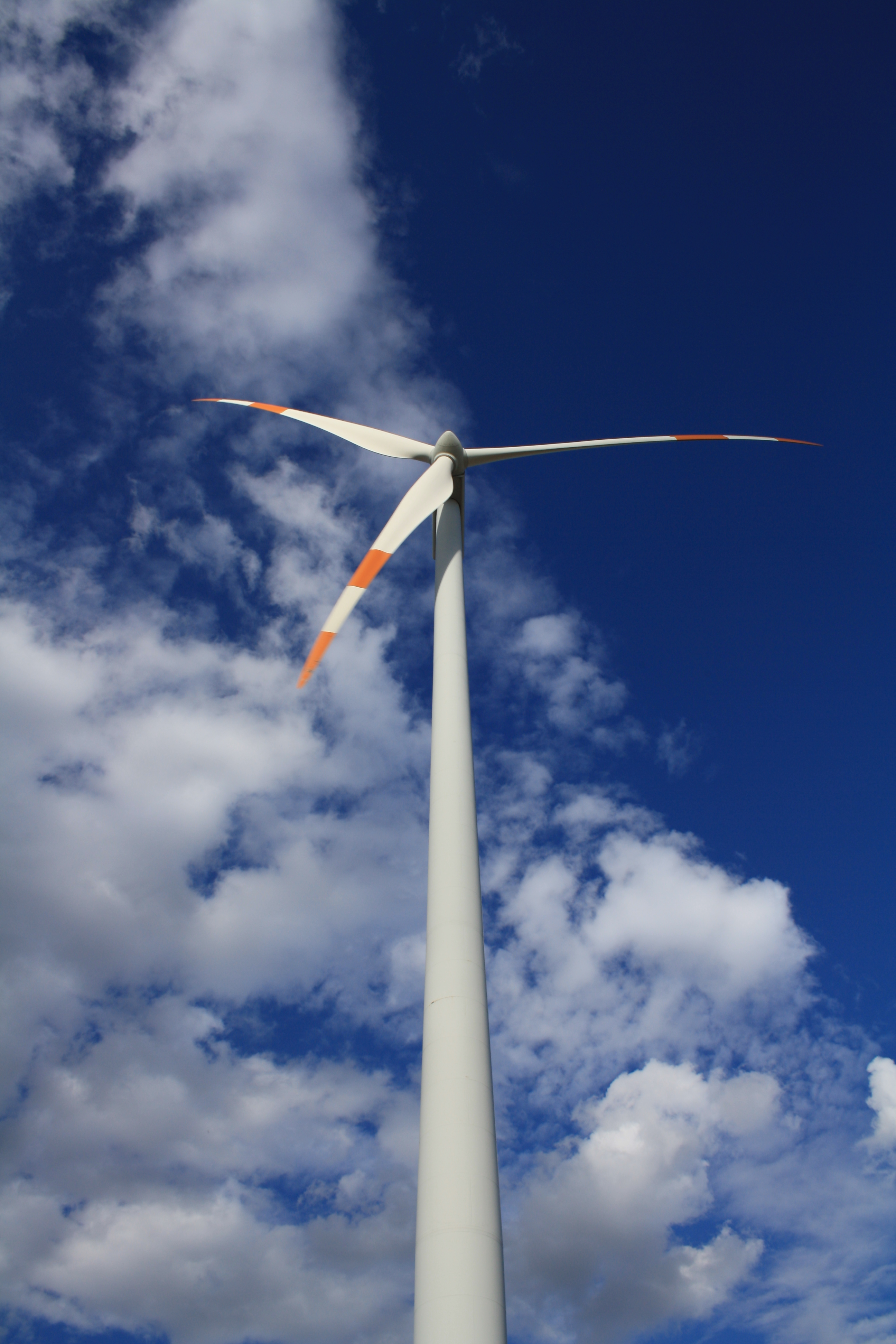
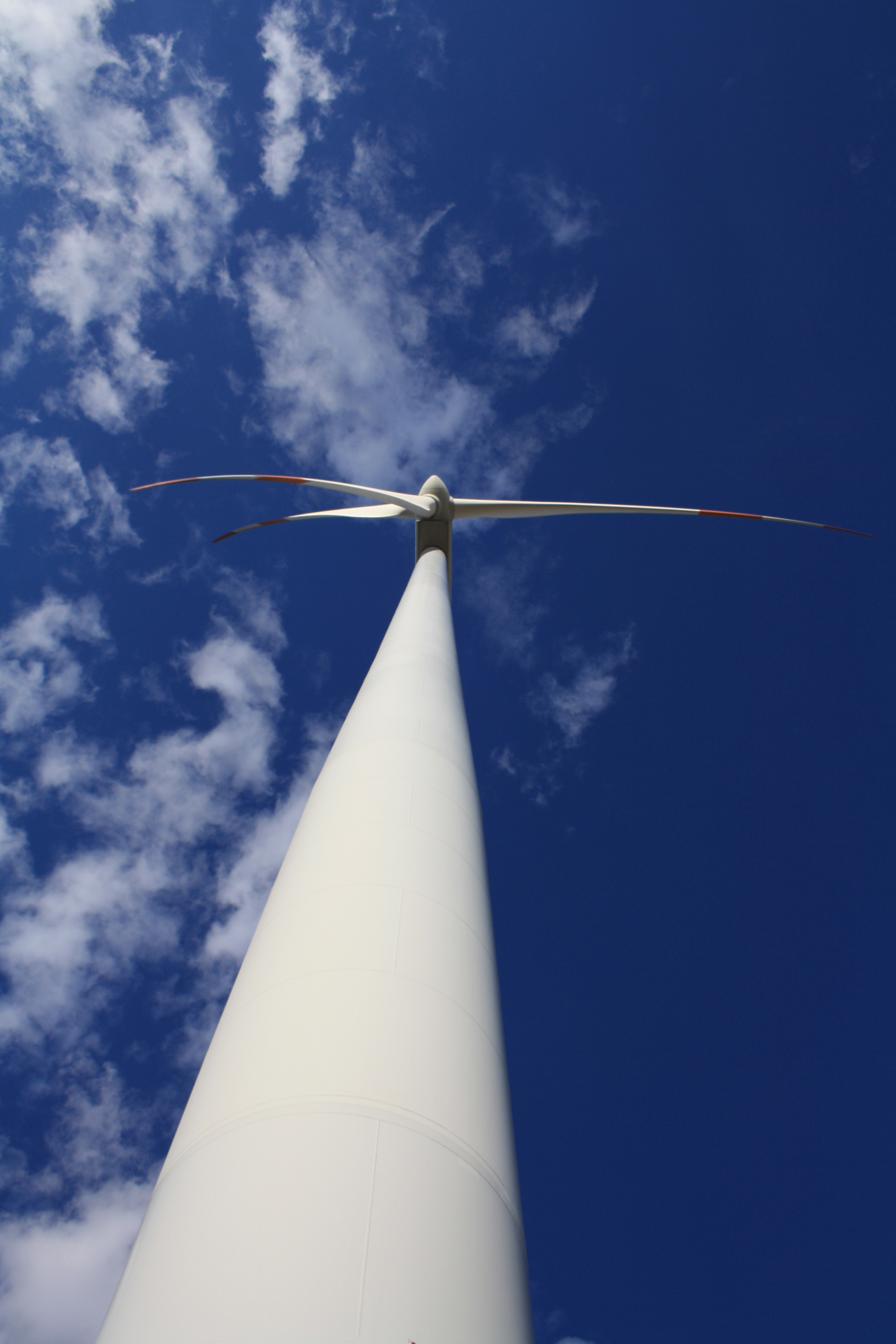
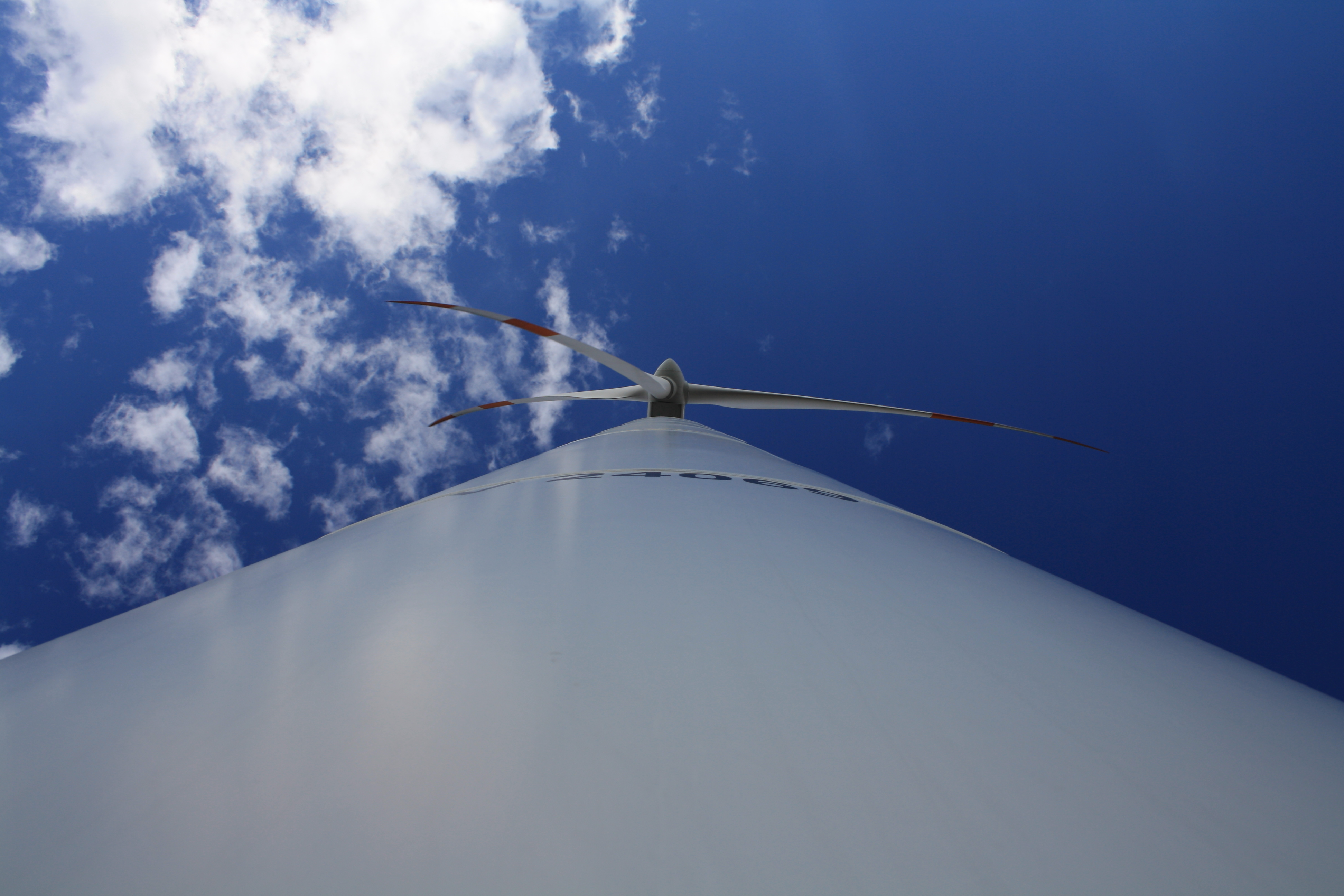
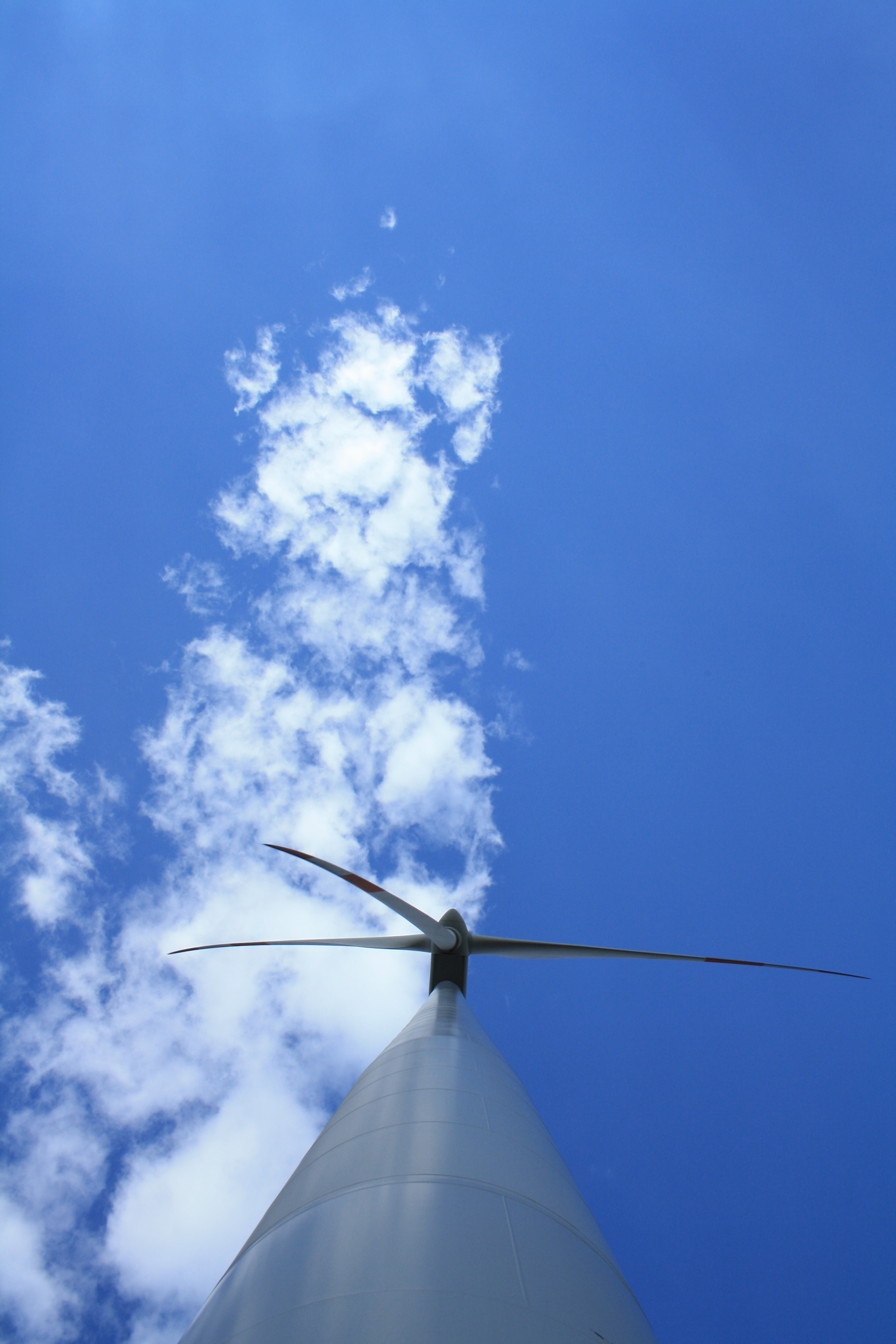

## Külső hivatkozások
- Szükségünk van a természet kínálta elektromos áramra[halott link]
- Alig épült szélerőmű Magyarországon, 2007. november 6.[halott link]